# Matthew den Dekker
Matthew Gerrit den Dekker (Fort Lauderdale, 10 agosto 1987) è un ex giocatore di baseball statunitense.

## Carriera

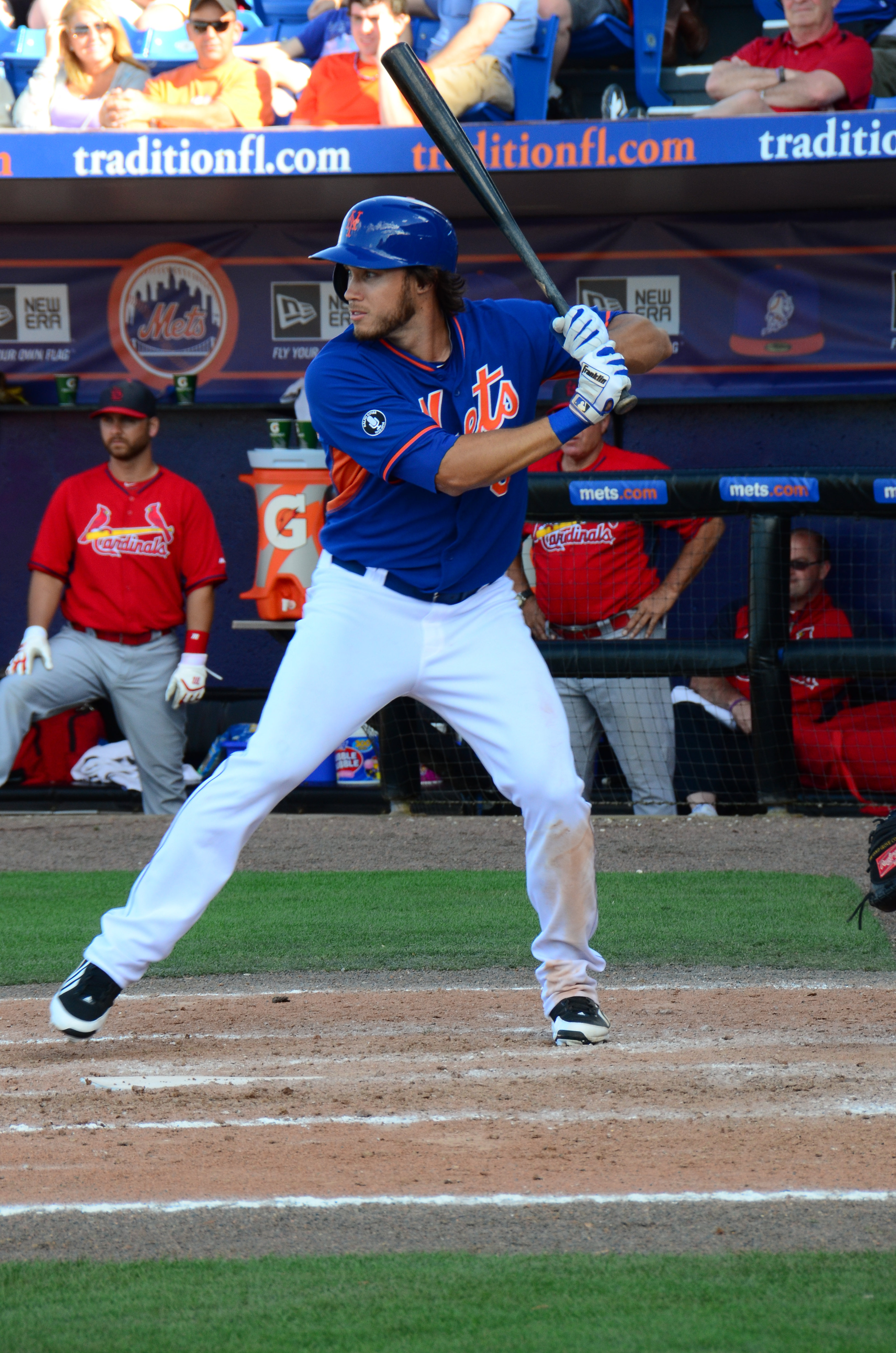
den Dekker con i Mets nel 2014

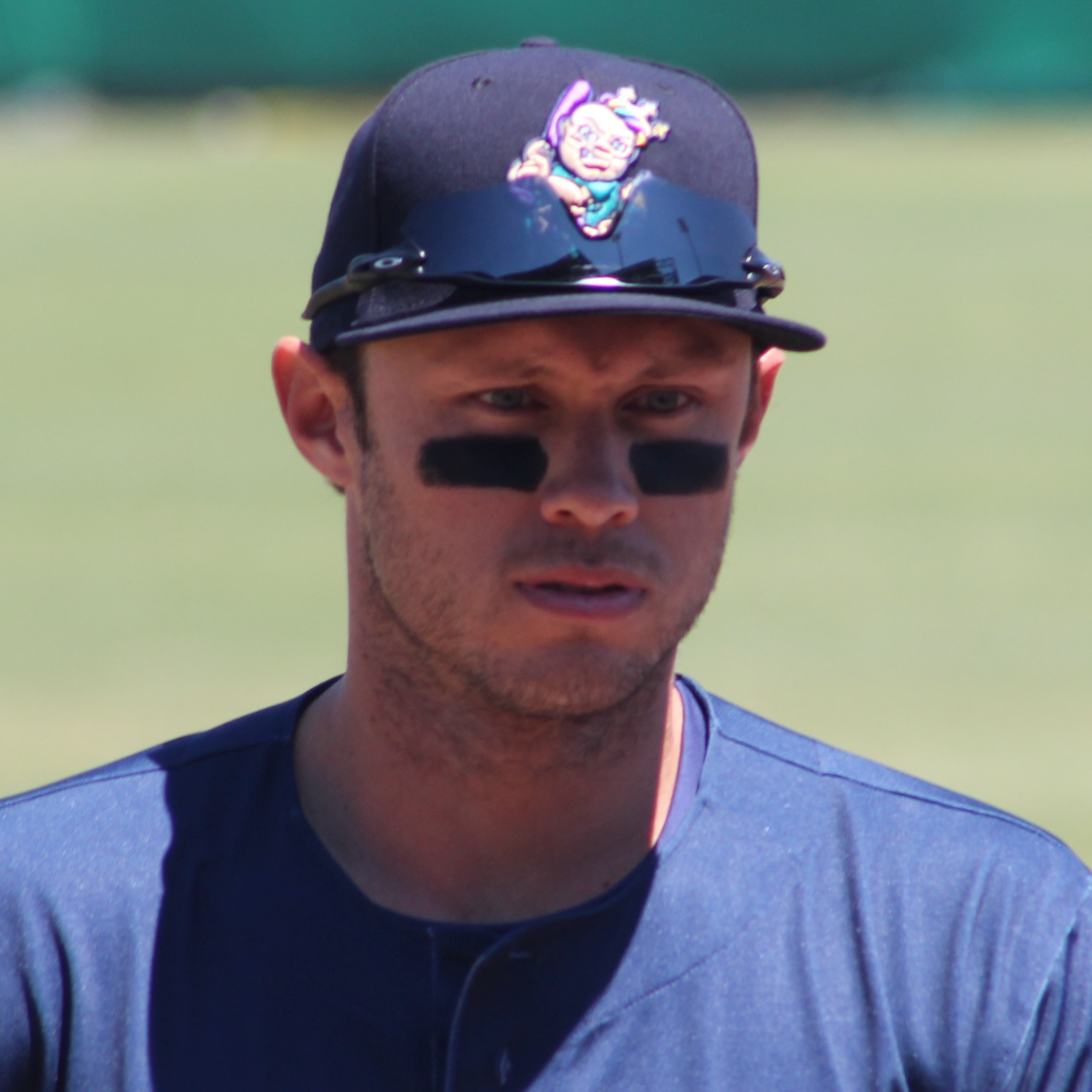
den Dekker con i Baby Cakes (MiLB) nel 2017

### Inizi e Minor League
den Dekker frequentò prima la Coral Springs Christian Academy di Coral Springs, Florida e poi la Westminster Academy Christian School di Fort Lauderdale, sua città natale. Dopo aver ottenuto il diploma, si iscrisse all'Università della Florida di Gainesville.
Selezionato originariamente nel 19º turno del draft MLB 2009 dai Pittsburgh Pirates, den Dekker scelse di non firmare, ed entrò nel baseball professionistico l'anno successivo, quando venne selezionato nel 5º giro del draft amatoriale del 2010, come 152a scelta assoluta, dai New York Mets. Nello stesso anno iniziò nella Gulf Coast League rookie con i GCL Mets finendo con .278 alla battuta, 5 RBI e 2 punti (run: in inglese) in 5 partite. Poi passò nella South Atlantic League singolo A con i Savannah Sand Gnats finendo con .346 alla battuta, 15 RBI e 21 punti in 27 partite. Nel 2011 passò nella Florida State League  singolo A avanzato con i St. Lucie Mets finendo con .296 alla battuta, 36 RBI e 54 punti in 67 partite, poi passò nella Eastern League doppio A con i Binghamton Mets finendo con .235 alla battuta, 32 RBI e 49 punti in 72 partite.
Nel 2012 con i Binghamton Mets finì con .340 alla battuta, 29 RBI e 47 punti in 58 partite. Poi passò nella International League triplo A con i Buffalo Bisons finendo con .220 alla battuta, 47 RBI e 37 punti in 77 partite. Nel 2013 giocò con i St. Lucie Mets per recuperare dall'infortunio al polso destro, finendo con .276 alla battuta, 4 RBI e 8 punti in 14 partite. Successivamente passò nella Pacific Coast League triplo A con i Las Vegas 51s finendo con .296 alla battuta, 38 RBI e 34 punti in 53 partite.

### Major League
Il 24 marzo 2013 nella partita di pre stagione contro i Detroit Tigers durante una presa cadde pesantemente sul polso destro fratturandolo. Dopo un controllo medico, Den Dekker non venne operato ma dovette portare una polsiera rigida. 
den Dekker venne promosso in prima squadra due giorni prima del debuttò di MLB, avvenuto il 29 agosto 2013, al Citi Field di New York City contro i Philadelphia Phillies, ottenendo la sua prima base rubata e il suo primo punto in carriera. Chiuse la sua prima stagione di major league con .207 alla battuta, 6 RBI, 7 punti e 34 eliminazioni in 27 partite di cui 14 da titolare. Giocò anche in 67 partite di minor league, 14 nella classe A-avanzata e 53 nella Tripla-A.
Il 30 marzo 2015, i Mets scambiarono den Dekker con i Washington Nationals in cambio del lanciatore Jerry Blevins. Il 7 novembre 2016 dopo due stagione giocate a Washington, divenne free agent.
Il 30 novembre 2016 den Dekker firmò con i Miami Marlins, giocò in minor league con i New Orleans Baby Cakes fino al 2 maggio, giorno in cui scelse di diventare free agent.
Il 16 maggio 2017, den Dekker firmò con i Detroit Tigers.
Il 15 febbraio 2018, den Dekker tornò con i New York Mets, sottoscrivendo un contratto di minor league con incluso un invito allo spring training. Venne designato per la riassegnazione il 27 luglio 2018 e divenne free agent il 2 ottobre 2018, a stagione ultimata.

### Leghe Indipendenti e ritiro
Il 26 marzo 2019, den Dekker firmò con i Long Island Ducks della Atlantic League of Professional Baseball, una lega indipendente. 
Il 7 giugno 2019, annunciò il ritiro dal baseball professionistico.

## Vita Privata
den Dekker discende da ex coloni della Indie orientali olandesi, l'odierna Indonesia.

## Numeri di maglia indossati
- n° 6 con i New York Mets (2013)
- n° 21 con i Washington Nationals e i Detroit Tigers (2015-2017)
- n° 23 con i New York Mets (2018)

## Premi
- MiLB.Com Organization All-Star (2012)
- Mid-Season All-Star della Florida State League (2011)
- Giocatore della settimana della Eastern League (11/06/2012)
- (2) Giocatore della settimana della Florida State League (25/04/2011,2/05/2011).